# Selles-sur-Cher
Selles-sur-Cher település Franciaországban, Loir-et-Cher megyében. Lakosainak száma 4225 fő (2022. január 1.). Selles-sur-Cher Chabris, La Vernelle, Billy, Châtillon-sur-Cher, Gièvres, Meusnes és Pruniers-en-Sologne községekkel határos.

## Fekvése
Romorantin-Lanthenaytól délnyugatra, a Cher folyó déli partján fekvő település.

## Története
A település híres templomának különös kidolgozású frízekkel borított apsziskápolnáiról, valamint vízzel és helyenként fallal körülvett kastélyáról.

## Kastély

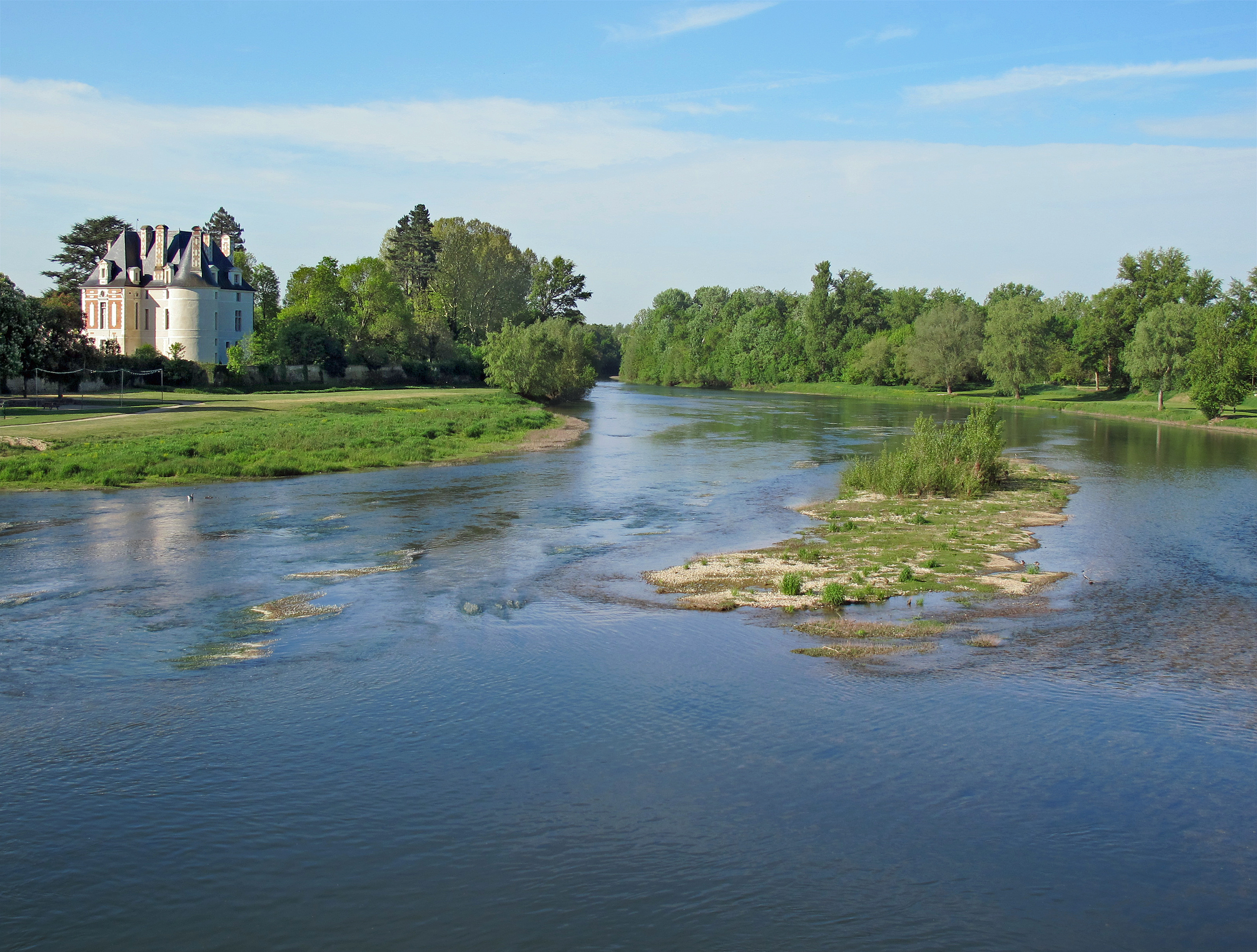
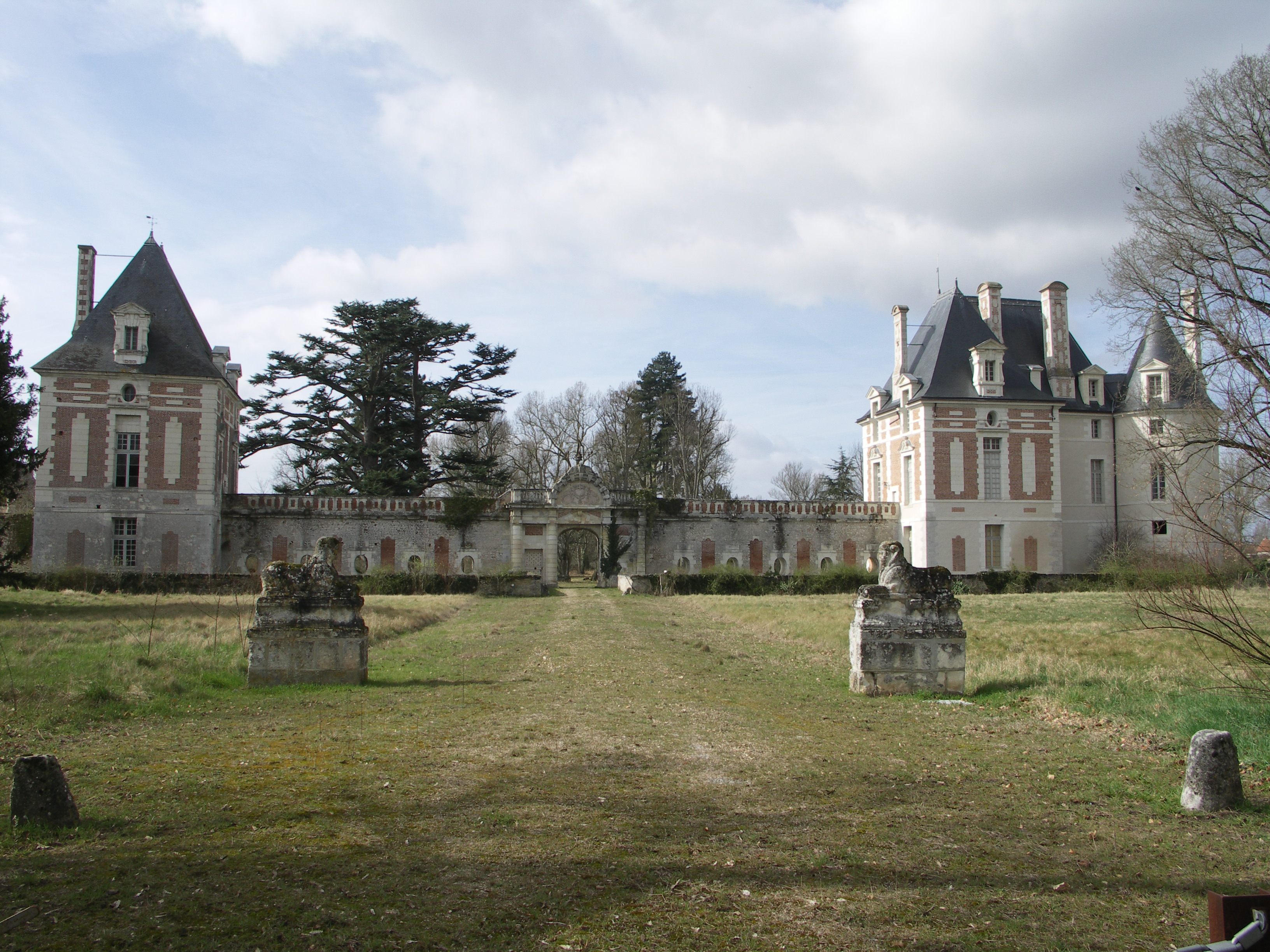
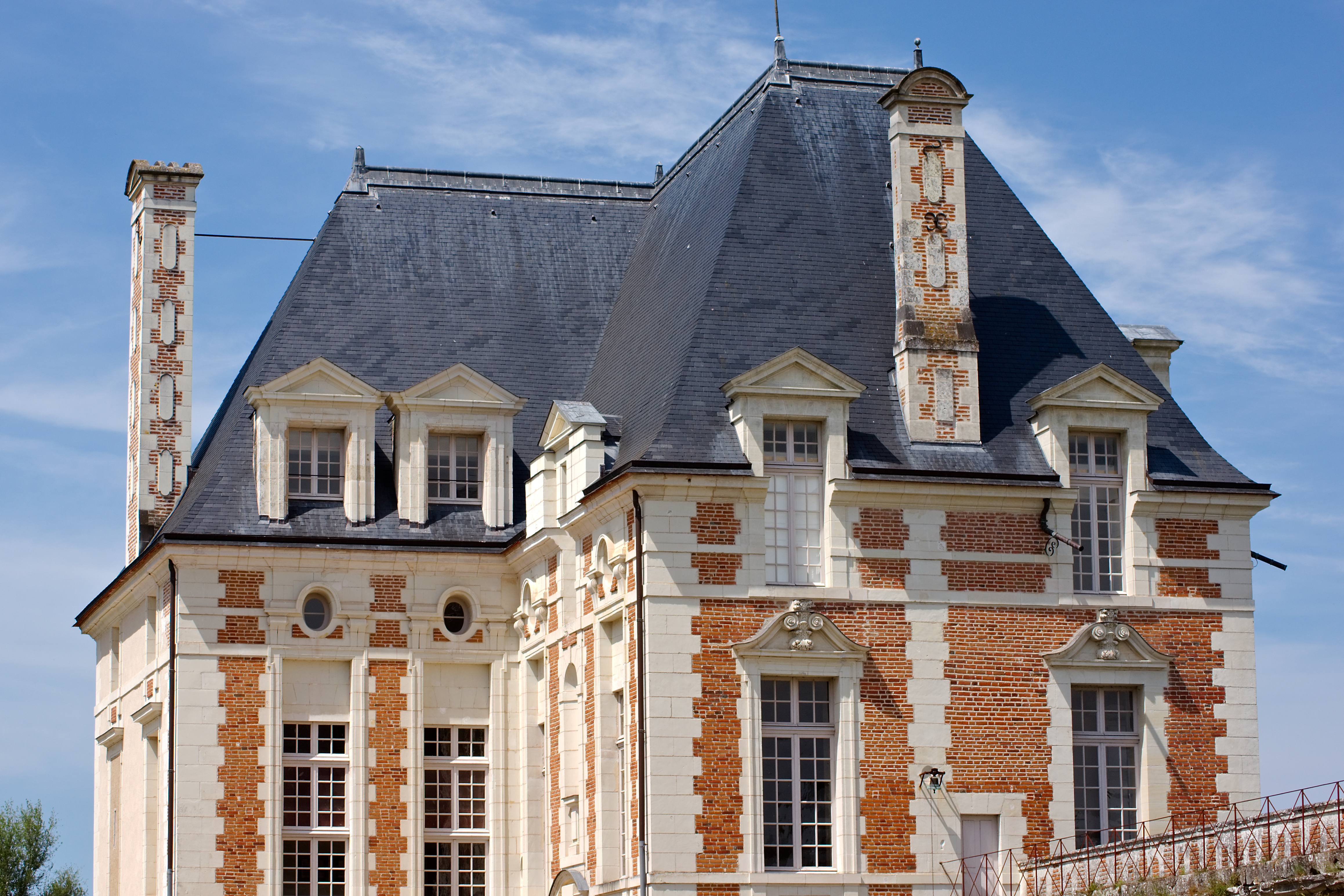
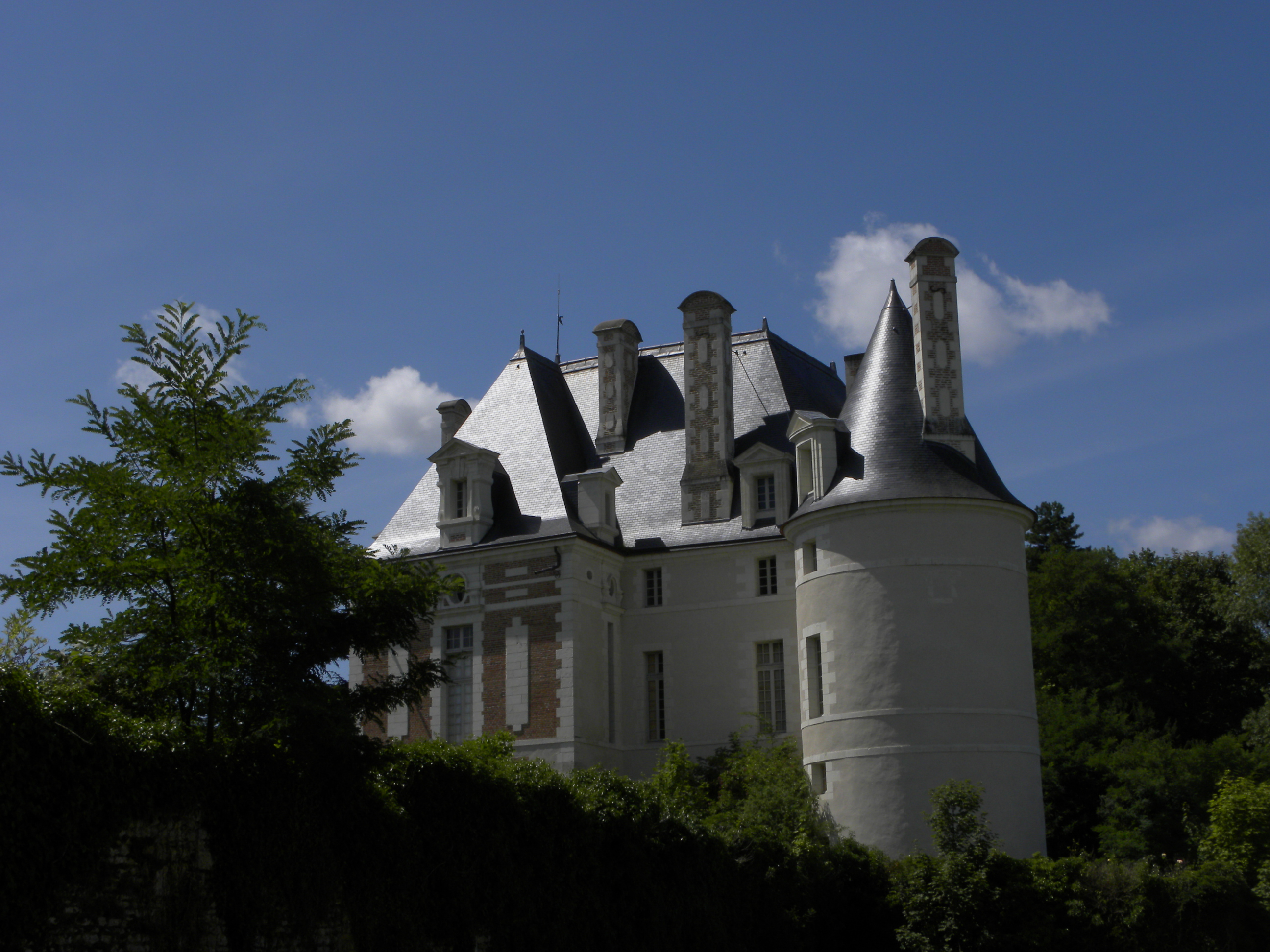
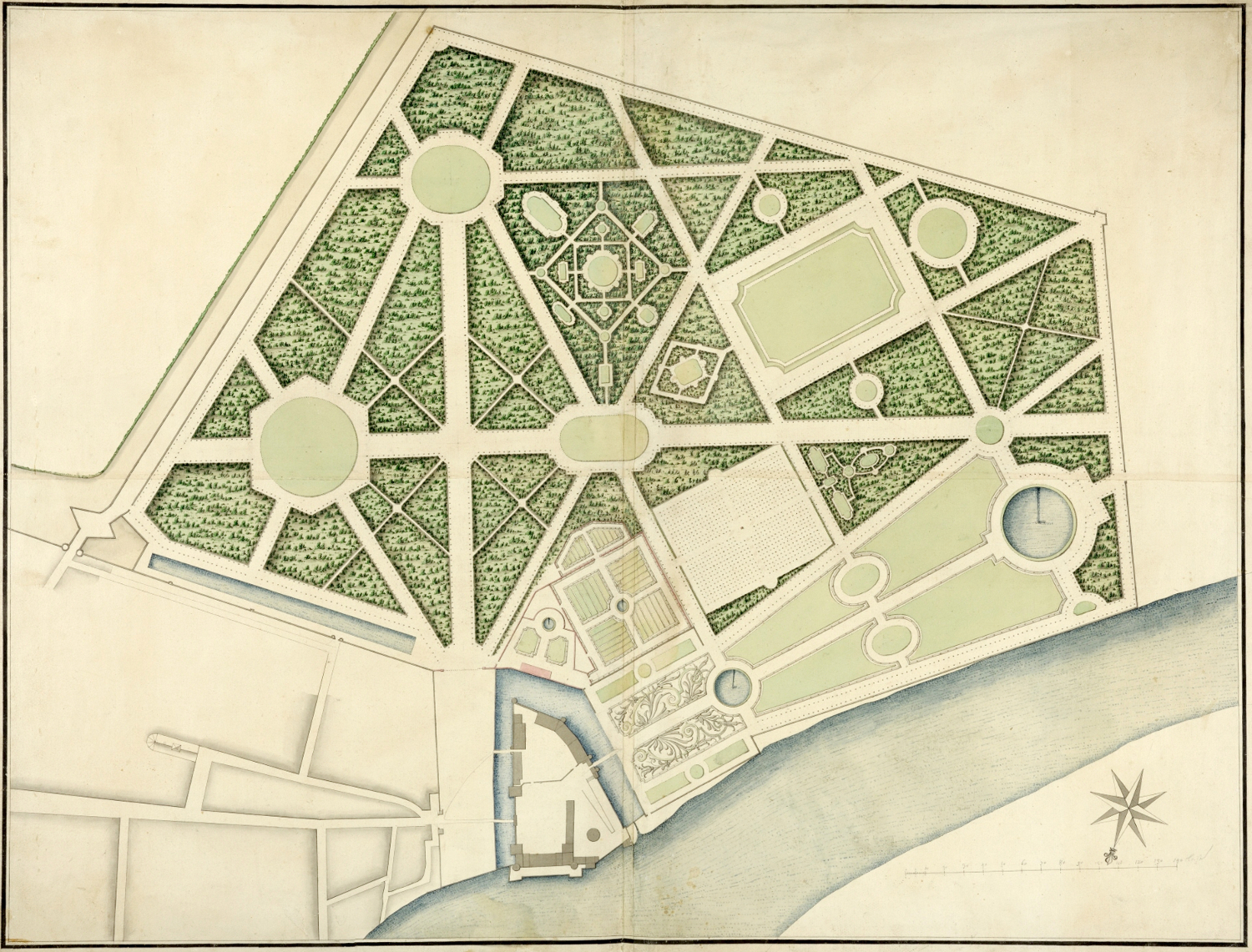

## Templom

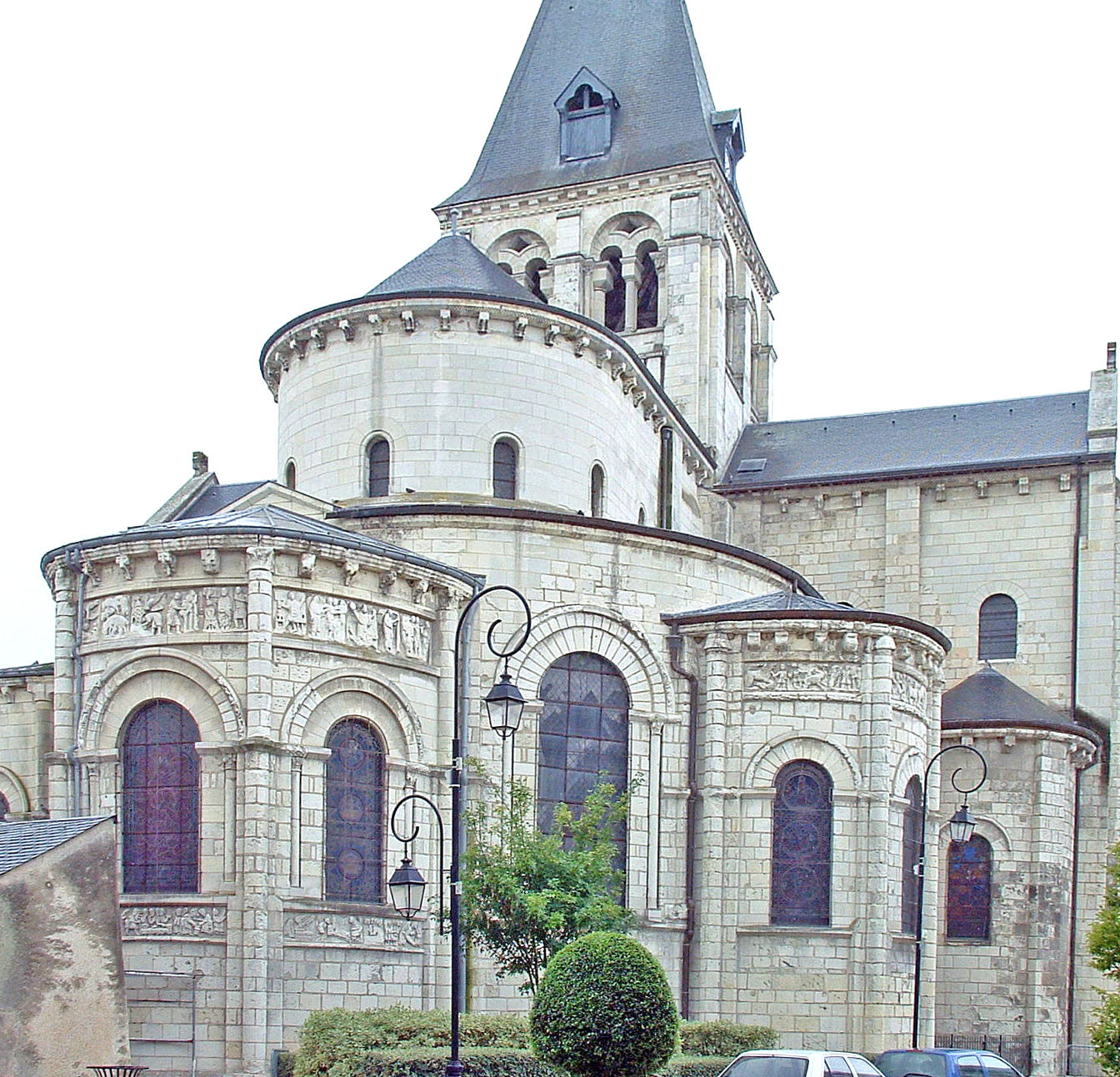
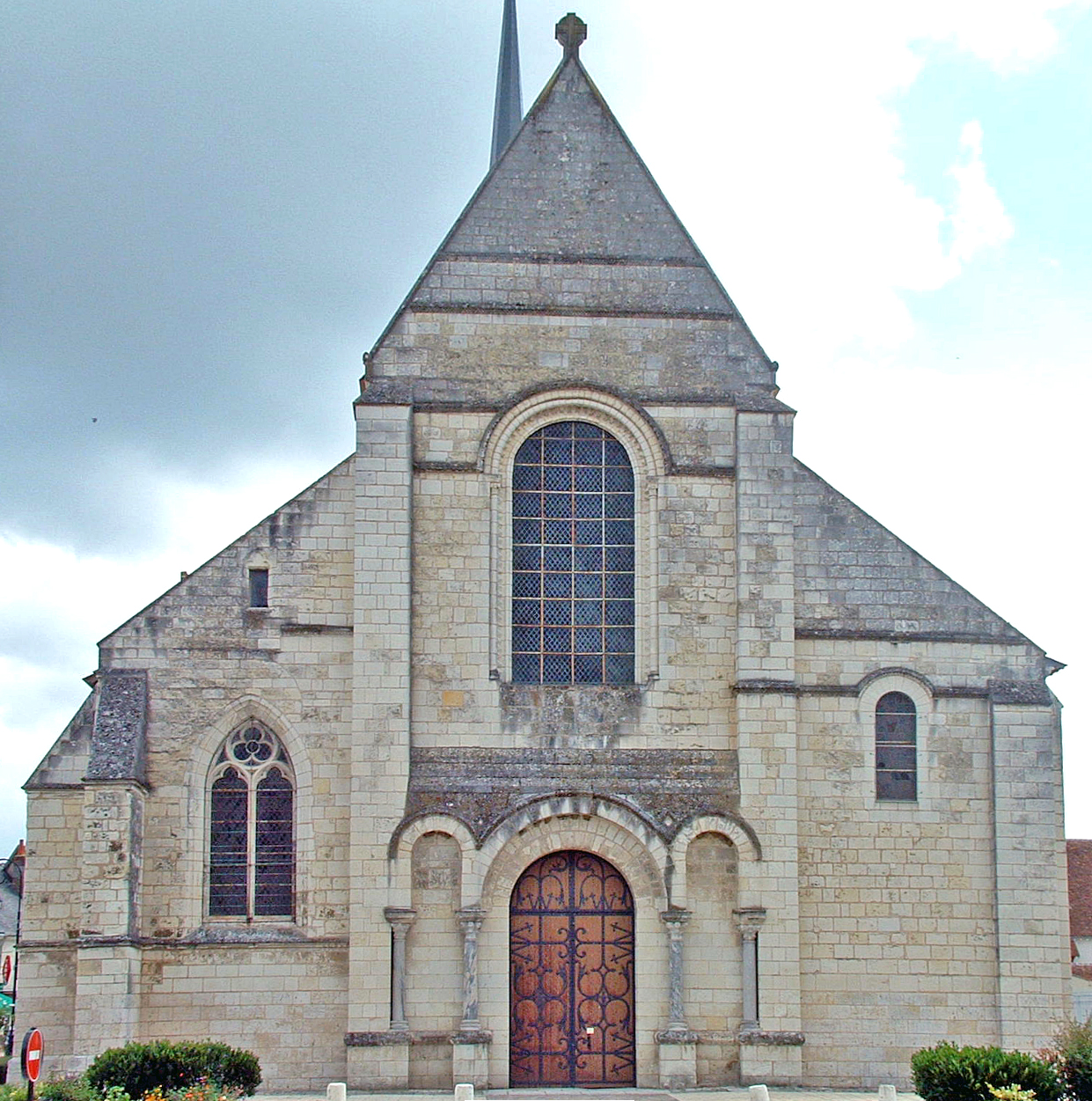
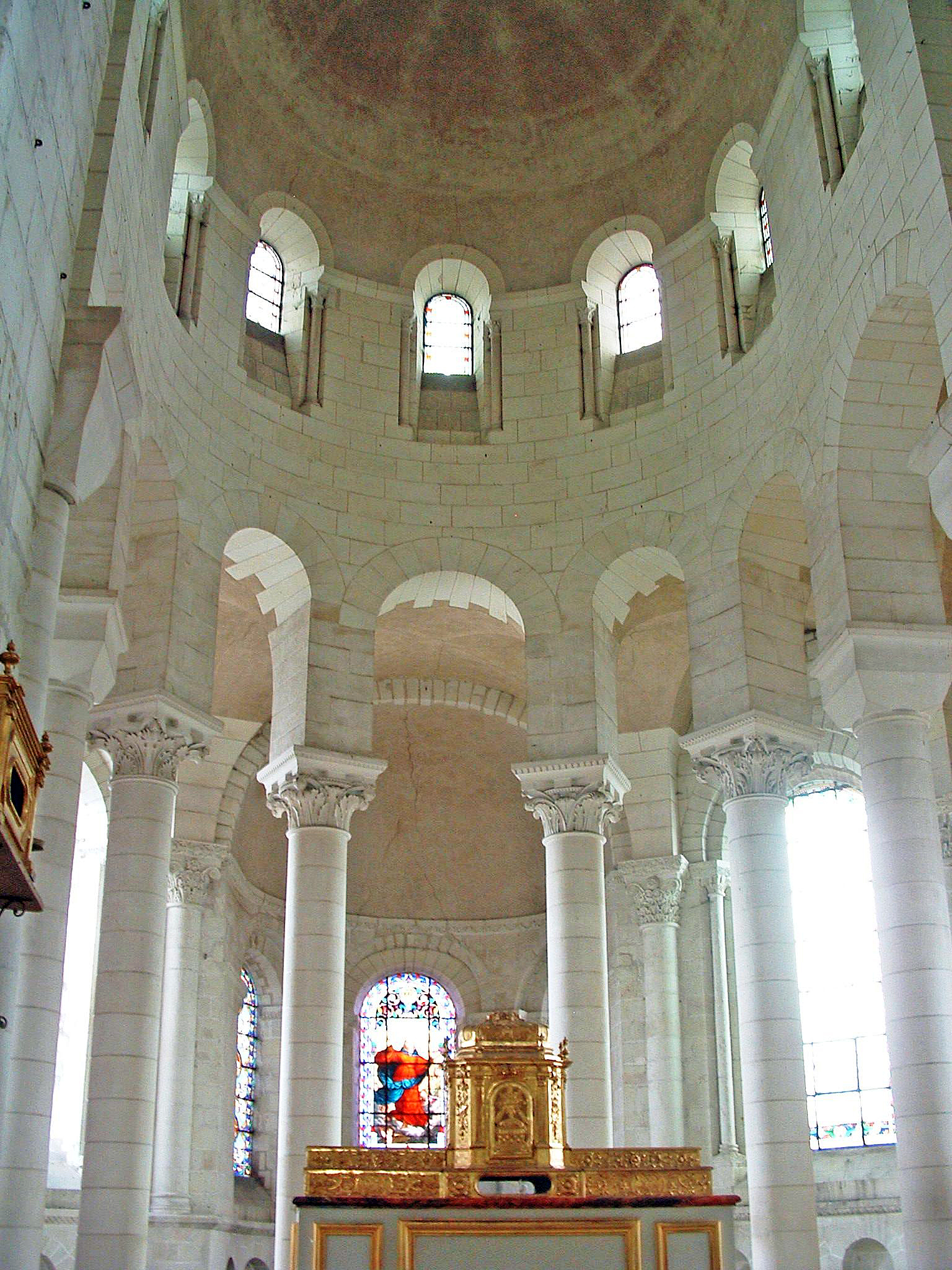
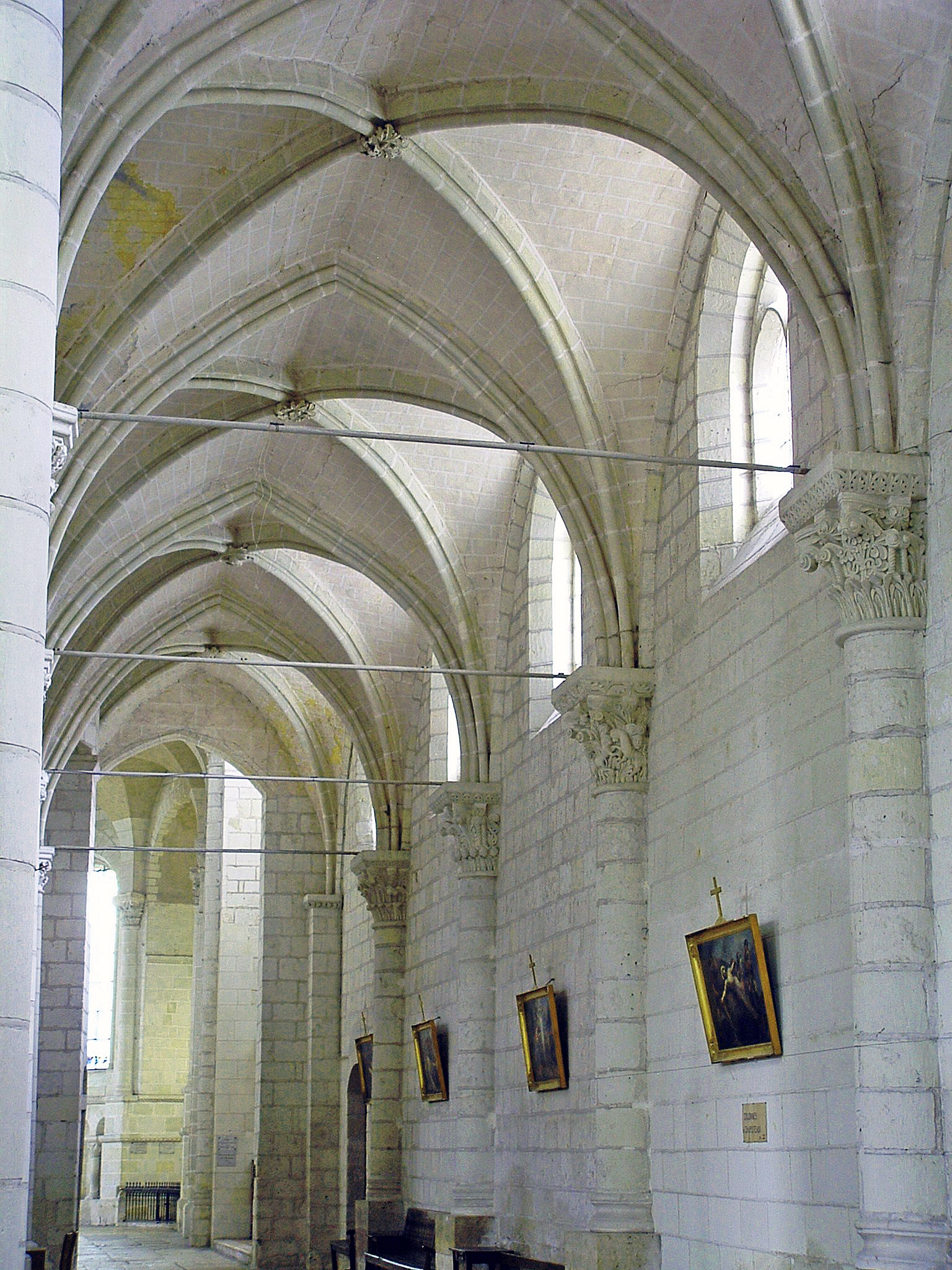
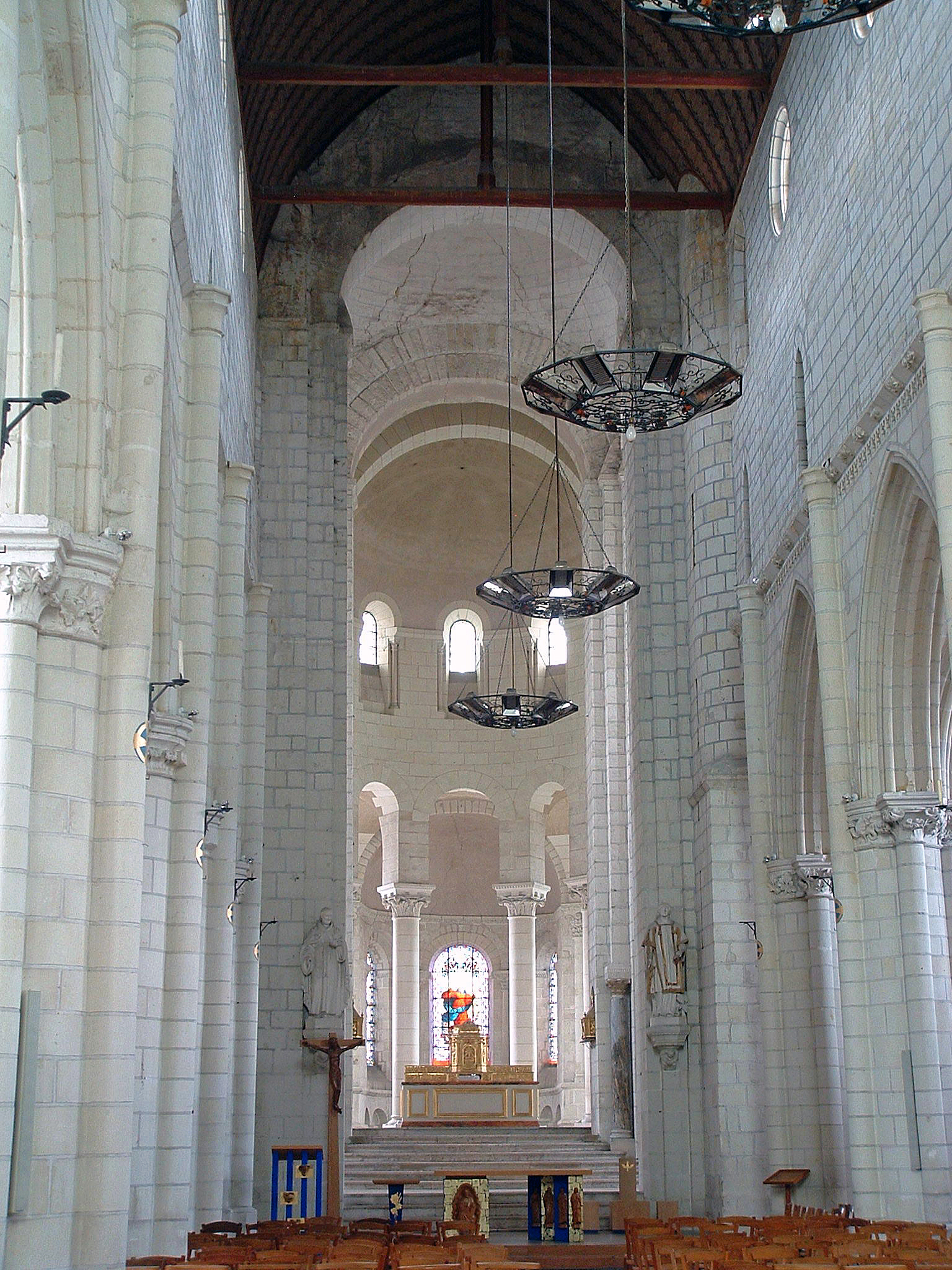
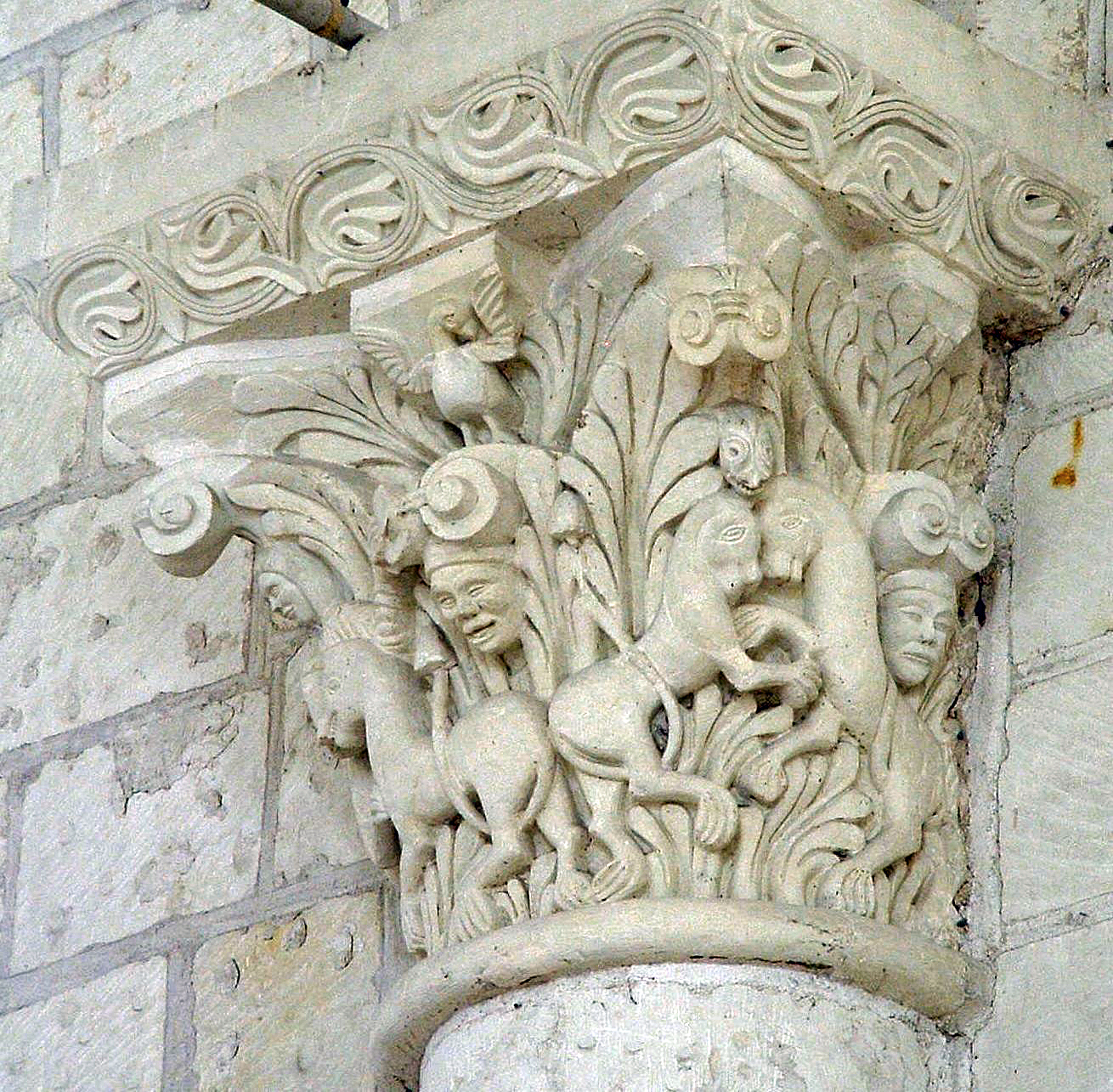
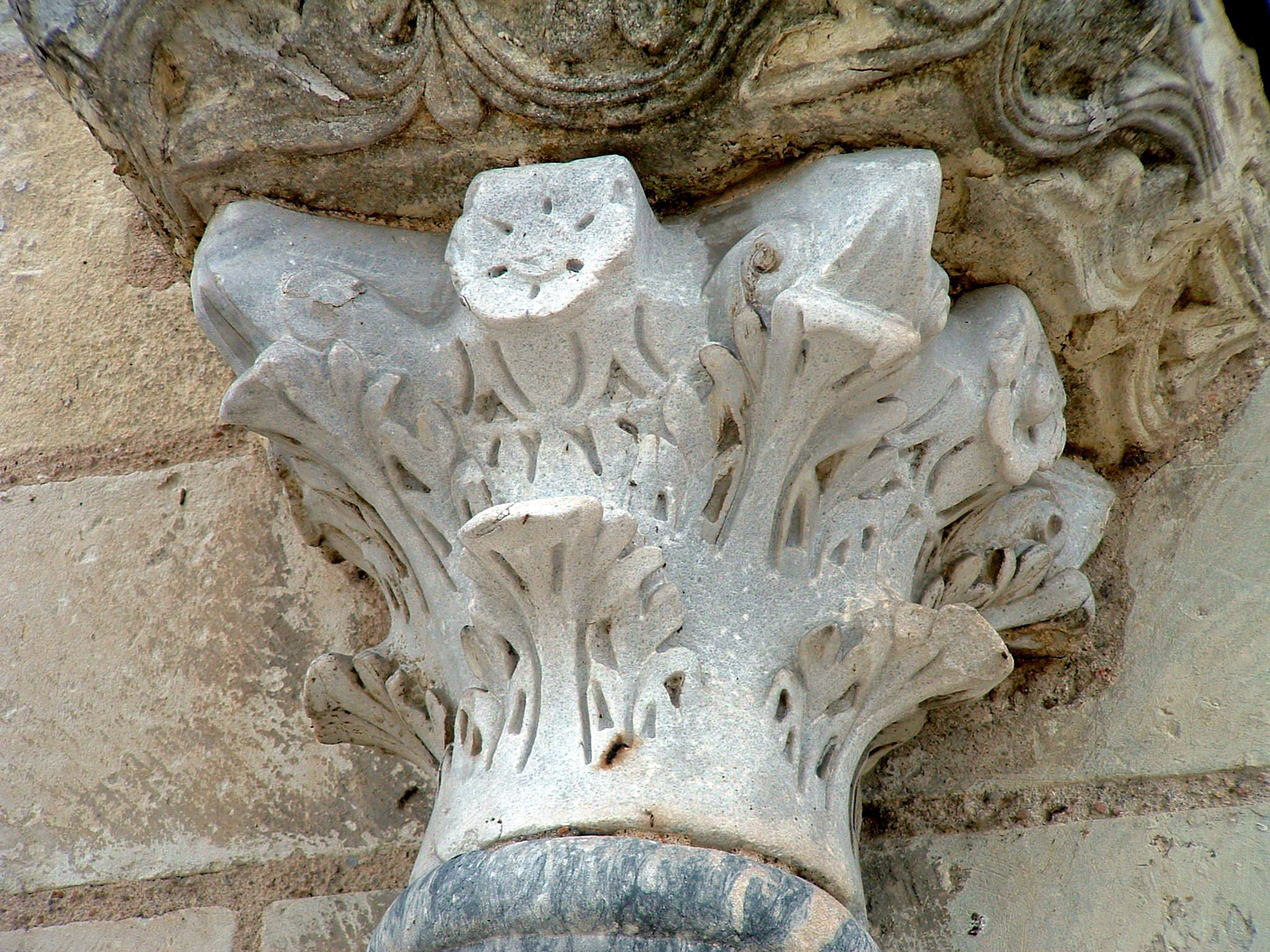
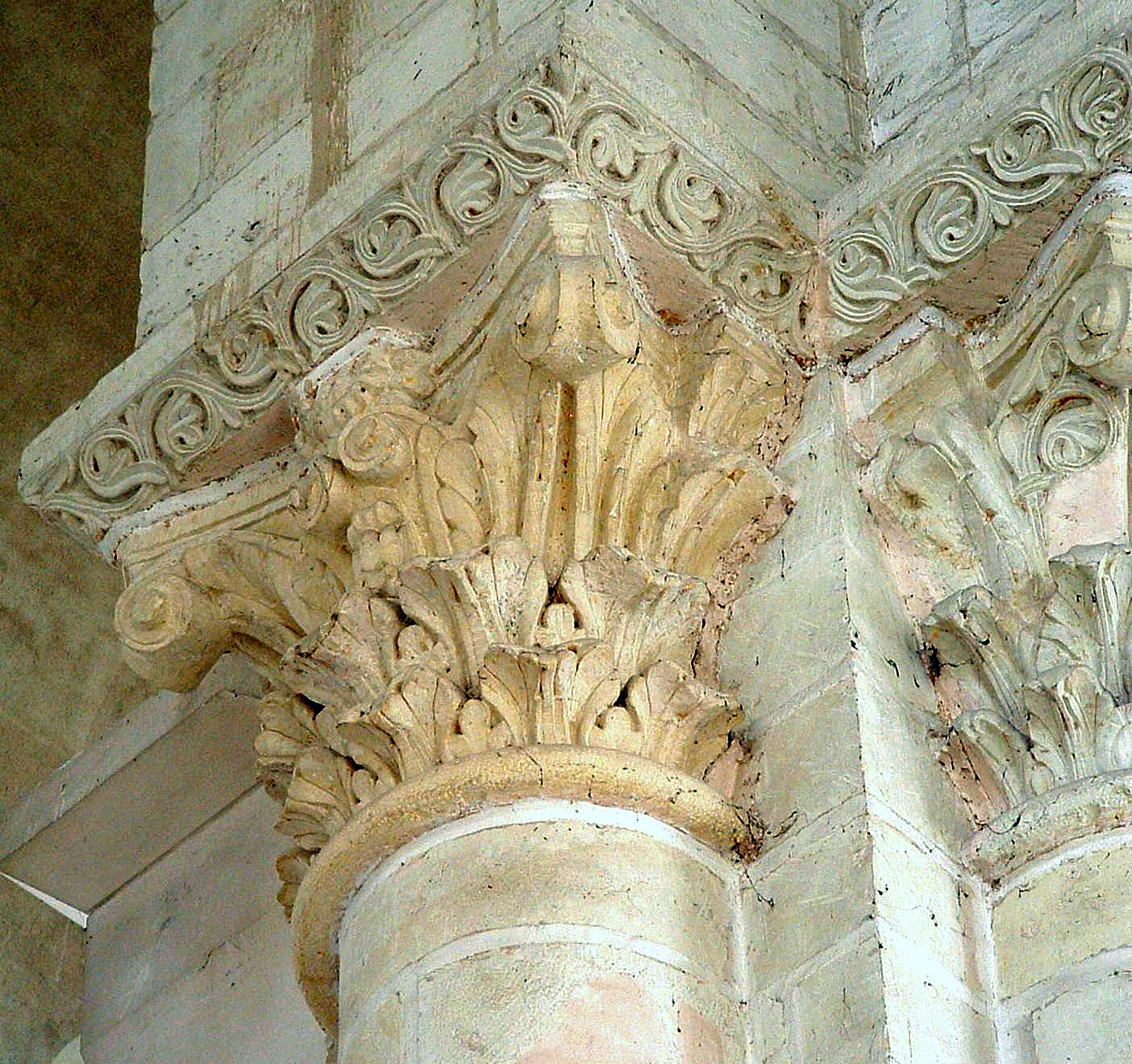
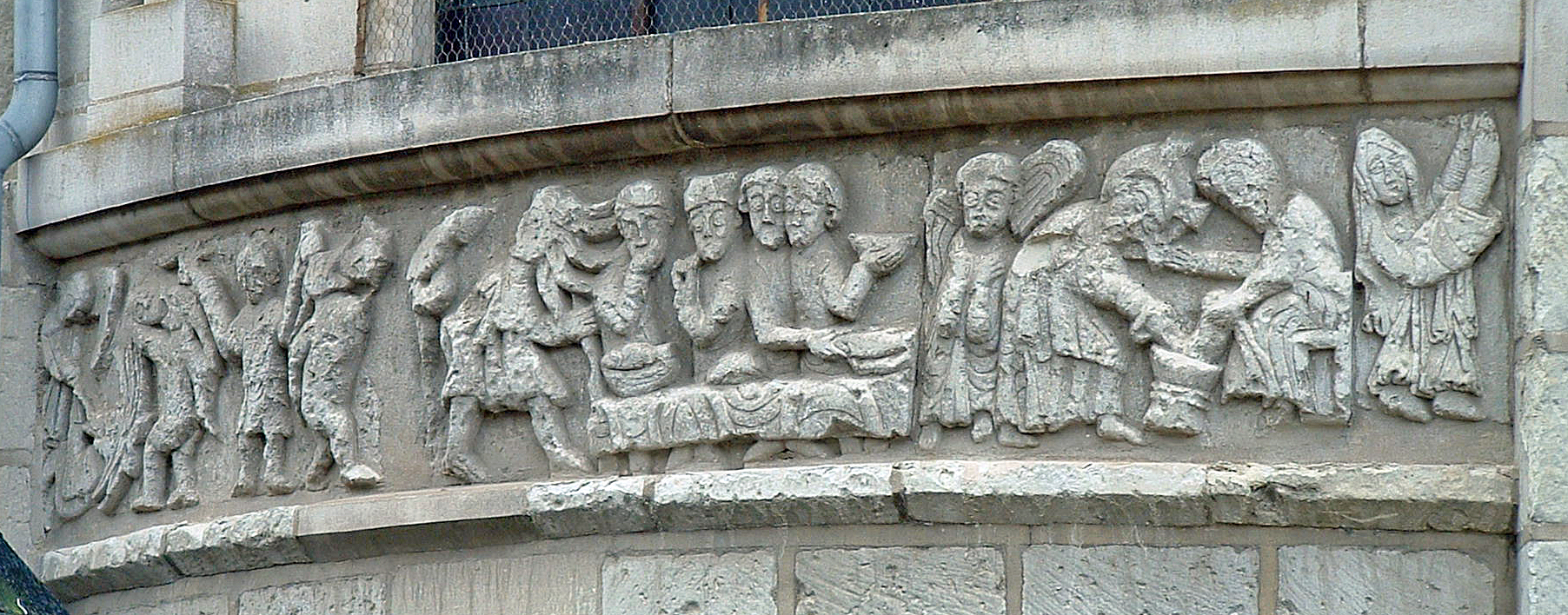

## Nevezetességek
- Temploma
- Kastély

## Népesség
A település népessége az elmúlt években az alábbi módon változott:
| Lakosok száma | 4143 | 5018 | 4751 | 4666 | 4621 | 4625 | 4567 | 4573 | 4459 | 4225 |
|               | 1968 | 1982 | 1990 | 2006 | 2013 | 2015 | 2017 | 2019 | 2020 | 2022 |